# Framboise

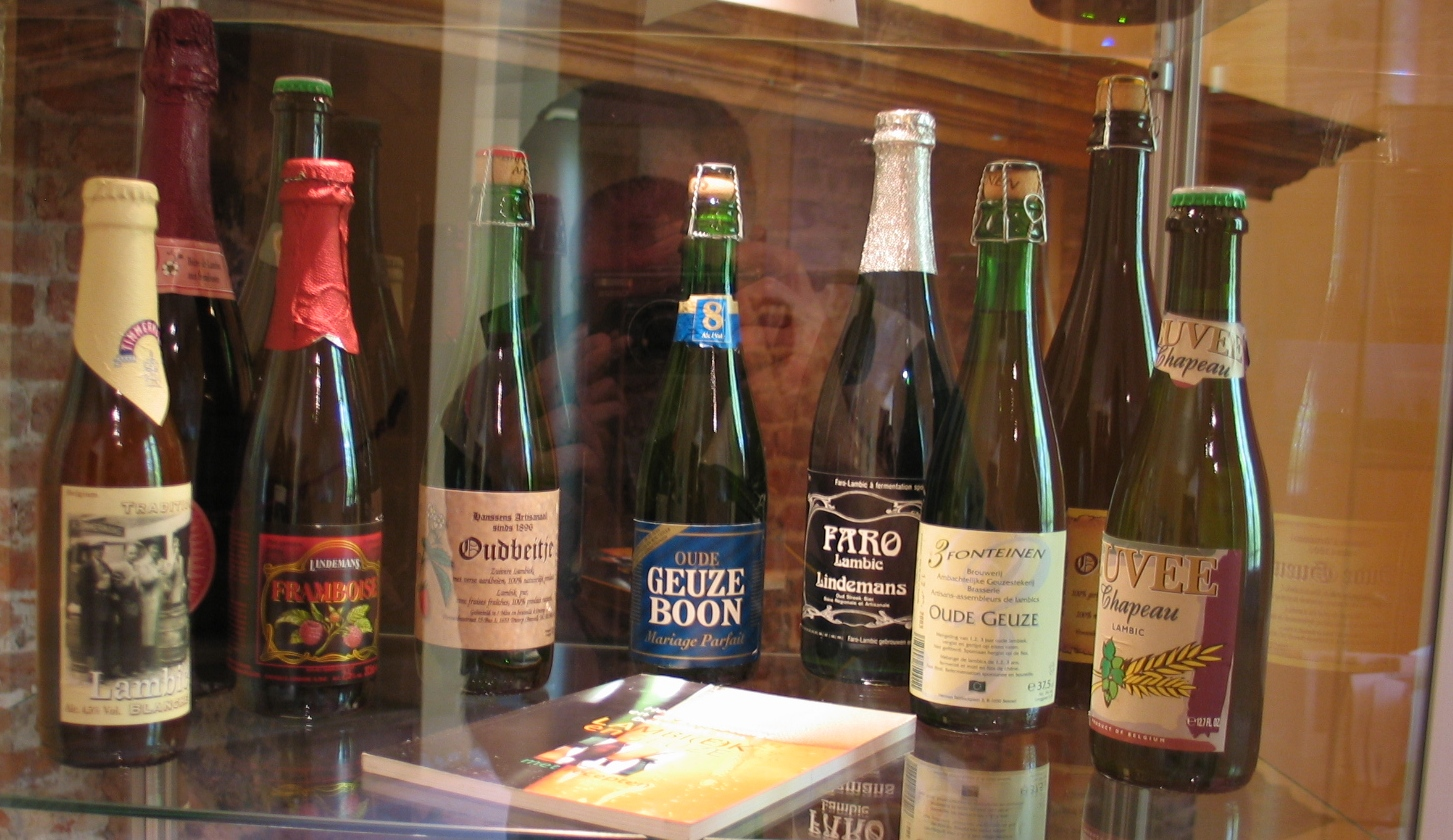
Belgijskie piwa. Z etykietą w kolorze malinowym: Lindemans Framboise

Framboise – (wym. [fʁɑ̃bwaz]) odmiana belgijskiego piwa typu Lambic.
W trakcie produkcji klasyczny lambic mieszany jest z konwencjonalnie fermentowanym gatunkiem, a następnie dodawany jest wyciąg z malin, który nadaje Framboise charakterystycznego malinowego smaku. Do najbardziej znanych piw typu Framboise należą Mort Subite Framboise (4,3% alkoholu) browaru Brouwerij De Keersmaeker oraz Lindemans Framboise (3,8% alkoholu) browaru Brouwerij Lindemans.